# Murray Chandler
Pour les articles homonymes, voir Chandler.
Murray Graham Chandler est un grand maître néo-zélandais du jeu d'échecs né le 4 avril 1960 à Wellington en Nouvelle-Zélande. Il a représenté son pays natal dans des compétitions internationales, ainsi que l'Angleterre après avoir obtenu la nationalité britannique au début des années 1980. Il est également un auteur de livres sur le jeu d'échecs, directeur général des Éditions Gambit, et organisateur de compétitions.

## Carrière

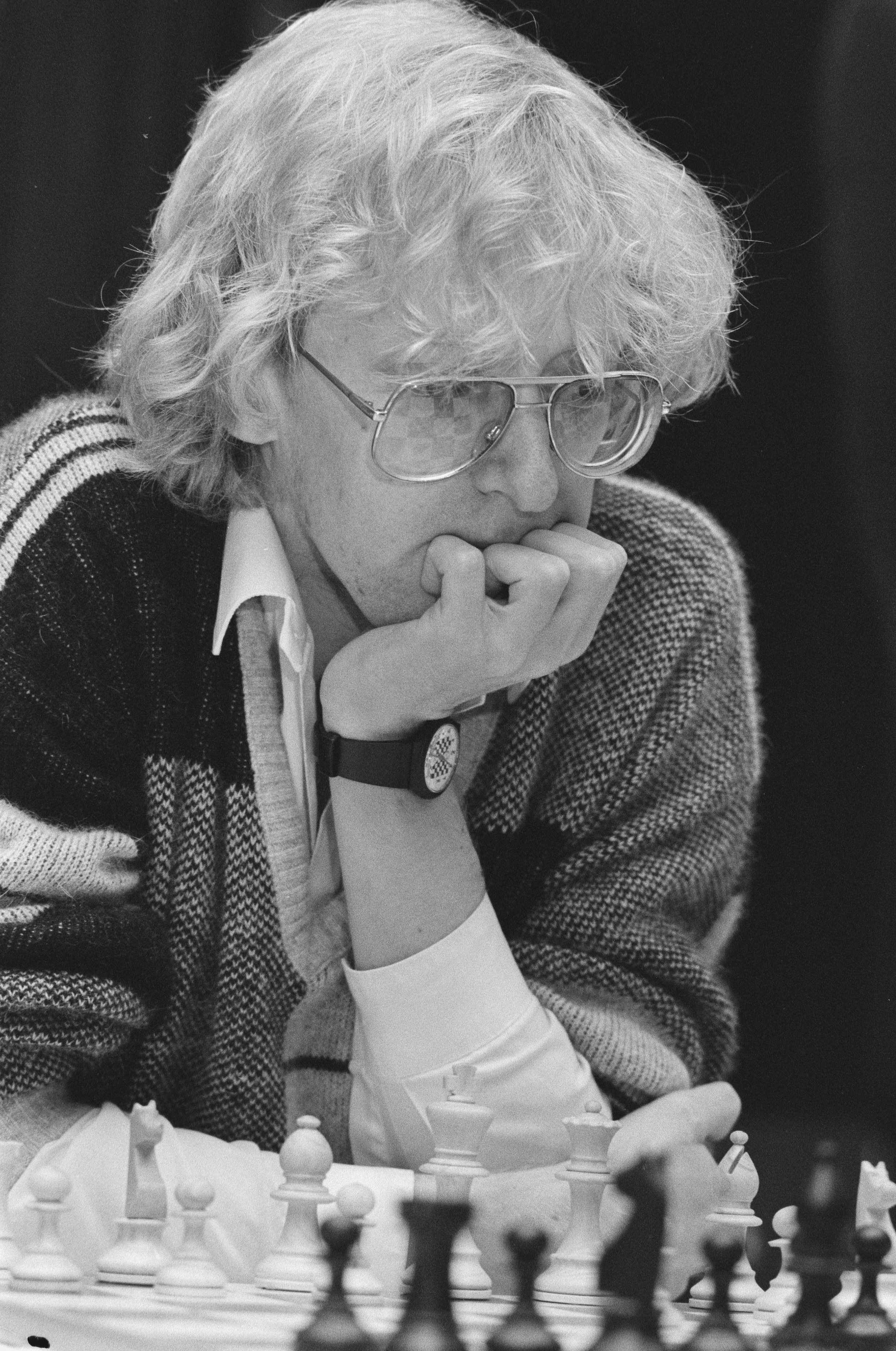
Murray Chandler en 1987

Chandler a remporté le championnat de Nouvelle-Zélande en 1975-1976 et obtenu le titre de maître international en 1977. Sa première participation à une épreuve internationale date de 1974, il représente son pays au championnat d'Asie par équipes à Penang en Malaisie. Il a représenté la Nouvelle-Zélande aux olympiade d'échecs en 1976, 1978 et 1980, puis la forte équipe d'Angleterre en 1982, 1986, 1988, 1990 et 1992 qui infligea des défaites cruciales à l'équipe soviétique. Il a maintenu un classement Elo d'environ 2600 entre 1987 et 1992 et obtenu le titre de grand maître international en 1983.
Il a obtenu son meilleur classement de 2605 en juillet 1991. Au 1er mai 2010, son classement Elo est de 2 518.

## Ouvrages écrits
- Murray Chandler (trad. François-Xavier Priour), Comment battre Papa aux échecs, Saint-Paul, Olibris, 1er décembre 2005, 144 p. (ISBN 978-2-916340-00-5).
- Murray Chandler (trad. François-Xavier Priour), La tactique aux échecs pour les enfants, Saint-Paul, Olibris, 8 décembre 2005, 144 p. (ISBN 978-2-916340-03-6).
- Murray Chandler et Helen Milligan (trad. Stéphane Escafre), Les échecs, un jeu d'enfant !, Saint-Paul, Olibris, 18 février 2010, 144 p. (ISBN 978-2-916340-41-8).
- Murray Chandler (trad. François-Xavier Priour), Exercices d'échecs pour les enfants, Saint-Paul, Olibris, 12 avril 2013, 144 p. (ISBN 978-2-916340-71-5).

## Sources
- Kenneth Whyld, Guinness Chess The Records, Guinness Books, 1986.
- (en) Auckland Chess